# Suvi Lindén
Suvi Helmi Tellervo Lindén, född 19 april 1962 i Helsingfors, är en finländsk politiker. Hon representerade Samlingspartiet i Finlands riksdag 1995–2011.

## Politiska uppdrag
- Kulturminister 15 april 1999 – 4 juni 2002
- Kommunikationsminister 19 april 2007 – 22 juni 2011